# Monaster św. Andrzeja w Moskwie
Monaster św. Andrzeja – prawosławny męski klasztor w Moskwie. Posiada status stauropigialnego.
Według tradycji męska wspólnota na miejscu dzisiejszego monasteru powstała jeszcze w XIII w., jednak jej istnienie jest udokumentowane źródłowo dopiero od połowy XVI w. Do końca tego stulecia była to pustelnia pod wezwaniem Przemienienia Pańskiego.
Klasztor został rozbudowany na przełomie XVI i XVII w. po odparciu ataku tatarskiego pod wodzą Kyzy-Gireja na Moskwę w 1591. Został on odparty w dniu św. Andrzeja Stratylatesa, który stał się nowym patronem monasteru. Na jego terenie wzniesiono najpierw drewnianą cerkiew nowego patrona, zaś w 1675 – świątynię murowaną. W połowie tego samego stulecia klasztor stał się siedzibą bractwa uczonych mnichów, zajmującą się dalszym kształceniem duchownych.
W 1764, w czasie sekularyzacji majątków cerkiewnych podjętej przez carycę Katarzynę II, monaster św. Andrzeja uznano za zbyt ubogi, by mógł utrzymać się samodzielnie, co stało się podstawą decyzji o jego likwidacji. Cerkiew klasztorna pozostawała czynna jako świątynia parafialna. Pełniła funkcje sakralne do 1923. W budynkach monasterskich swoją siedzibę ma dziś (XXI w.) szkoła.
14 sierpnia 1991 patriarcha Aleksy II otworzył w zabudowaniach byłego klasztoru patriarszy metochion (świątynię lub niewielką wspólnotę mniszą pod zarządem klasztoru lub biskupa, w tym wypadku patriarchy). Oprócz zniszczonej cerkwi św. Andrzeja podlegały mu pobliskie świątynie św. Jana Teologa oraz Zmartwychwstania Pańskiego. Proboszczem wszystkich świątyni został ks. Boris Danilenko, dotychczasowy kierownik biblioteki synodalnej Patriarchatu Moskiewskiego.
W 2013 Święty Synod Rosyjskiego Kościoła Prawosławnego postanowił restytuować monaster św. Andrzeja i nadać mu status stauropigialnego. Pierwszym namiestnikiem wspólnoty został wikariusz eparchii moskiewskiej, biskup dmitrowski Teofilakt (Moisiejew). 21 lipca w klasztorze odbyła się pierwsza Święta Liturgia. Od 27 listopada 2021 r. obowiązki namiestnika pełni czasowo metropolita kaszyrski Teognost (Guzikow).